# Аверины (Кировская область)
 Аверины  — деревня в Афанасьевском районе Кировской области в составе Ичетовкинского сельского поселения.

## География
Расположена на расстоянии примерно 3 км по прямой на юг от райцентра поселка  Афанасьево на правобережье реки Кама.

## История
Известна с 1873 году как деревня Харинская или Иверинская, Шешуковская, Чюдьякорская, в которой отмечено было дворов 60 и жителей 542, в 1905 (Аверины) 36 и 118, в 1926 (Аверинская) 52 и 313 (все коми-пермяки), в 1950 55 и 200, в 1989 111 жителей. Настоящее название утвердилось с 1978 года.  

## Население
Постоянное население составляло 105 человек (русские 91%) в 2002 году, 80 в 2010.